# Partia Pracy
Określeniami Partia Pracy i Laburzyści posługuje się współcześnie wiele partii socjaldemokratycznych i socjalistycznych na całym świecie. Często są to organizacje powstałe na bazie struktur związków zawodowych. Znaczna część tych partii należy do Międzynarodówki Socjalistycznej.

## Istniejące Partie Pracy
| Państwo                   | Partia                                               |
| ------------------------- | ---------------------------------------------------- |
| Antigua i Barbuda         | Partia Pracy                                         |
| Antyle Holenderskie       | Partia Pracy                                         |
| Armenia                   | Zjednoczona Partia Pracy                             |
| Australia                 | Australijska Partia Pracy                            |
| Barbados                  | Partia Pracy Barbadosu Demokratyczna Partia Pracy    |
| Brazylia                  | Demokratyczna Partia Pracy                           |
| Dominika                  | Partia Pracy Dominiki                                |
| Fidżi                     | Partia Pracy Fidżi                                   |
| Gibraltar                 | Socjalistyczna Partia Pracy Gibraltaru               |
| Grenada                   | Zjednoczona Partia Pracy Grenady                     |
| Gruzja                    | Partia Pracy Gruzji                                  |
| Holandia                  | Partia Pracy                                         |
| Irlandia                  | Partia Pracy                                         |
| Irlandia Północna         | Partia Laburzystowska i Socjaldemokratyczna          |
| Izrael                    | Partia Pracy                                         |
| Jamajka                   | Partia Pracy Jamajki                                 |
| Korea Południowa          | Demokratyczna Partia Pracy                           |
| Liberia                   | Partia Pracy Liberii                                 |
| Litwa                     | Partia Pracy                                         |
| Malta                     | Maltańska Partia Pracy                               |
| Mauritius                 | Partia Pracy Mauritiusa                              |
| Meksyk                    | Partia Pracy                                         |
| Norwegia                  | Partia Pracy                                         |
| Nowa Zelandia             | Partia Pracy                                         |
| Pakistan                  | Partia Pracy                                         |
| Papua-Nowa Gwinea         | Ludowa Partia Pracy                                  |
| Polska                    | Polska Partia Pracy – Sierpień 80 Unia Pracy         |
| Tajwan                    | Partia Pracy                                         |
| Południowa Afryka         | Nowa Partia Pracy                                    |
| Saint Kitts i Nevis       | Partia Pracy Saint Kitts i Nevis                     |
| Saint Lucia               | Partia Pracy Saint Lucia                             |
| Saint Vincent i Grenadyny | Jednościowa Partia Pracy                             |
| Serbia                    | Partia Pracy                                         |
| Stany Zjednoczone         | Partia Pracy Minnesota Democratic-Farmer-Labor Party |
| Surinam                   | Partia Pracy Surinamu                                |
| Szwajcaria                | Szwajcarska Partia Pracy                             |
| Tanzania                  | Tanzańska Partia Pracy                               |
| Turcja                    | Partia Pracy                                         |
| Ukraina                   | Partia Pracy Ukrainy                                 |
| Wielka Brytania           | Partia Pracy                                         |
| Wyspa Man                 | Partia Pracy                                         |
| Wyspy Salomona            | Partia Pracy Wysp Salomona                           |

## Historyczne Partie Pracy
| Państwo           | Partia |
| ----------------- | --- |
| Burkina Faso      | Partia Pracy Wolty                                                                                              |
| Gibraltar         | Gibraltarska Partia Pracy                                                                                       |
| Irlandia Północna | Partia Pracy Belfastu Partia Pracy Irlandii Północnej Północnoirlandzka Partia Pracy Republikańska Partia Pracy |
| Kanada            | Kanadyjska Partia Pracy Partia Pracy Kanady Partia Pracy Cape Breton                                            |
| Litwa             | Demokratyczna Partia Pracy Litwy                                                                                |
| Namibia           | Partia Pracy |
| Nowa Zelandia     | Nowa Partia Pracy                                                                                               |
| Polska            | Partia Pracy |
| Południowa Afryka | Partia Pracy |
| Senegal           | Partia Pracy Sine Saloum                                                                                        |
| Singapur          | Partia Pracy |
| Stany Zjednoczone | Partia Pracy Stanów Zjednoczonych Amerykańska Partia Pracy Partia Farmersko-Robotnicza                          |
| Wielka Brytania   | Niezależna Partia Pracy Narodowa Partia Pracy                                                                   |